# Chris Rocheleau

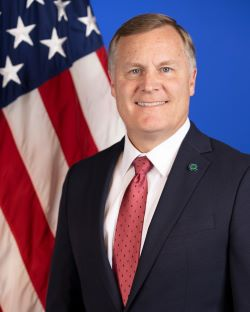
Chris Rocheleau (2025)

Christopher James Rocheleau ist ein US-amerikanischer Regierungsbeamter, der seit dem 30. Januar 2025 als amtierender Administrator der Federal Aviation Administration (FAA) fungiert.

## Biografie
Rocheleau besuchte die Central Connecticut State University, wo er einen Bachelor of Arts erwarb. Später besuchte er die private City University of Seattle (CityU), wo er mit einem Master of Public Administration abschloss. Er diente in der United States Air Force, später war er Mitglied der Air Force Reserve und ging 2010 im Rang eines Oberstleutnants in den Ruhestand.
1996 wurde Rocheleau Angestellter der Federal Aviation Administration (FAA) und arbeitete dort bis 2002, als er die Behörde verließ, um leitender Berater für die Transportation Security Administration (TSA) zu werden.
Im Jahr 2005 kehrte er als Büroleiter zur FAA zurück, bevor er 2010 Senior Advisor, von 2015 bis 2016 stellvertretender Stabschef, von 2016 bis 2017 Berater des Administrators und von 2017 bis 2020 Stabschef wurde. Später bekleidete er die Positionen des Exekutivdirektors für internationale Angelegenheiten, des stellvertretenden Verwalters für Politik, internationale Angelegenheiten und Umwelt sowie des stellvertretenden Verwalters für Flugsicherheit.
Im Jahr 2022 verließ Rocheleau die FAA, um Chief Operating Officer (COO) der National Business Aviation Association (NBAA) zu werden. Im Januar 2025, zu Beginn der Amtszeit von Donald Trump, kehrte Rocheleau als stellvertretender Administrator zur FAA zurück. Kurz darauf wurde er am 30. Januar 2025 zum kommissarischen Verwalter der FAA ernannt. Seine Ernennung zum Administrator der FAA erfolgte nach einem tödlichen Flugzeugabsturz, bei dem 67 Menschen in der Nähe von Washington, D.C., ums Leben kamen, wobei Rocheleau „mit der unmittelbaren Reaktion auf die Kollision beauftragt wurde“.